# Ернан Перес
Ернан Перес (ісп. Hernán Pérez, нар. 25 лютого 1989, Фернандо-де-ла-Мора) — парагвайський футболіст, півзахисник катарського клубу «Аль-Аглі» (Доха) і національної збірної Парагваю.

## Клубна кар'єра
У дорослому футболі дебютував 2005 року виступами за команду клубу «Такуарі», в якій провів два сезони, взявши участь у 24 матчах чемпіонату.
2008 року перейшов до одного з провідних парагвайських клубів, «Лібертада», в якому пробитися до основного складу не зміг, провівши протягом року лише одну гру.
30 липня 2009 року молодий парагваєць перебрався до Іспанії, уклавши п'ятирічний контракт з «Вільярреалом». Протягом перших двох сезонів він грав за «Вільярреал Б», а до основної команди почав залучатися 2011 року.
Був гравцем «Вільярреала» до 2015 року, за цей період також виступав на умовах оренди за грецький «Олімпіакос» (у 2014 році, став переможцем Грецької Суперліги 2013/14) і «Реал Вальядолід» (у 2015).
Влітку 2015 року контракт парагвайця з «Вільярреалом» закінчився, і він на правах вільного агента став гравцем «Еспаньйола», з яким підписав чотирирічну угоду. У складі барселонської команди відразу став гравцем основного складу.
Першу половину 2018 року провів в оренді в «Алавесі», після чого повернувся до «Еспаньйола».
23 липня 2019 року Перес розірвав угоду з «Еспаньйолом» і підписав контракт на три роки з катарським «Аль-Аглі» (Доха).

## Виступи за збірні
2009 року залучався до складу молодіжної збірної Парагваю. На молодіжному рівні зіграв у 15 офіційних матчах, забив 9 голів.
2010 року дебютував в офіційних матчах у складі національної збірної Парагваю.
У складі збірної був учасником розіграшу Кубка Америки 2011 року в Аргентині, де разом з командою здобув «срібло», взявши участь у двох матчах — чвертьфіналі і фінальній грі. Згодом брав участь і у менш вдалому для парагвайців  Кубку Америки 2019 року.

## Титули і досягнення
- Чемпіон Греції (1):

«Олімпіакос»: 2013-2014
- Срібний призер Кубка Америки: 2011